# Empire (Colorado)
Empire es un pueblo ubicado en el condado de Clear Creek en el estado estadounidense de Colorado. En el año 2010 tenía una población de 355 habitantes y una densidad poblacional de 283,33 personas por km².

## Geografía
Empire se encuentra ubicada en las coordenadas 39°45′37″N 105°40′59″O / 39.76028, -105.68306.

## Demografía
Según la Oficina del Censo en 2000 los ingresos medios por hogar en la localidad eran de $32,159, y los ingresos medios por familia eran $43,750. Los hombres tenían unos ingresos medios de $40,313 frente a los $29,500 para las mujeres. La renta per cápita para la localidad era de $20,417. Alrededor del 11% de la población estaba por debajo del umbral de pobreza.